# Tom DeLay
Thomas Dale DeLay (nacido el 8 de abril de 1947) es un exmiembro de la Cámara de Representantes Estados Unidos de Sugar Land, Texas. Fue líder de la bancada mayoritaria en la cámara (2003-2005) y es un destacado miembro del Partido Republicano.

## Biografía
DeLay fue elegido legislador por primera vez en 1984. Llegó a ser conocido como "El Martillo" por su ejecución de la estricta disciplina partidaria en votaciones estrechas y su reputación de tomar venganza sobre los opositores políticos. En la década de 1990, él ayudó a iniciar el K Street Project, un esfuerzo para presionar a las empresas para que contraten a republicanos en los puestos más altos. Fue un motor del enjuicimiento al presidente Bill Clinton en 1998. DeLay fue elegido líder de la mayoría de la cámara después de las elecciones de 2002 y obligó a los republicanos de la cámara a unirse a un grado sin precedentes, especialmente en apoyo del programa del presidente George W. Bush.
En 2005, un jurado de Texas acusó penalmente a DeLay por haber conspirado para violar las leyes de financiamiento de campañas en ese período. DeLay negó los cargos, diciendo que ellos tenían una motivación política, pero las normas de la Conferencia Republicana lo obligaron a dimitir temporalmente de su puesto como líder de la mayoría. En enero de 2006, bajo la presión de compañeros republicanos, DeLay anunció que no intentará volver a esa posición. En los meses anteriores y posteriores a esta decisión, dos de sus ex ayudantes fueron condenados en el escándalo de Jack Abramoff. DeLay intentó la reelección en 2006 y ganó la elección primaria republicana en marzo de 2006, pero viendo la posibilidad de perder las elecciones generales, anunció en abril de 2006 que él se retiraría de la carrera y renunciaría a su escaño en el Congreso. Renunció a su cargo el 9 de junio de 2006, y trató de eliminar su nombre de la boleta electoral. La batalla legal que siguió lo obligó a permanecer en la boleta electoral, a pesar de haberse retirado de la carrera.
Después de todas las disputas judiciales, el nombre de DeLay no estuvo en la boleta electoral el día de las elecciones. Hubo dos elecciones para la cámara, una elección especial para llenar la vacante creada por la dimisión de DeLay y las elecciones generales.
En las elecciones generales hubo tres principales candidatos. El demócrata y ex legislador Nick Lampson, el candidato del Partido Libertario Bob Smither, y el republicano Sekula-Gibbs. Solo los nombres de Lampson y Smither aparecieron en la boleta electoral, Shelley Sekula-Gibbs tuvo que correr para anotarse como candidato porque DeLay había ganado la primaria republicana.